# Янг, Шейла
Шейла Грейс Янг-Охович (англ. Sheila Grace Young-Ochowicz, род. 14 октября 1950) — американская велосипедистка и конькобежка. Олимпийская чемпионка 1976 года. на дистанции 500 м, 3-кратная чемпионка мира по спринтерскому многоборью (1973, 1975, 1976), серебряный (на 1500 м) и бронзовый (на 1000 м) призёр Олимпийских Игр 1976 г., 3-кратная чемпионка мира по велоспорту в спринте (1973, 1976, 1981). 

## Биография
Шейла Янг родилась в спортивной семье. Её отец, Клэр в юности был отличным конькобежцем и стал 10-кратным чемпионом штата Мичиган по велоспорту, а мама Джорджия была конькобежцем. В возрасте 2-х лет Шейла начала кататься на коньках на озере Куортон в Бирмингеме, а в 4 года на велосипеде. В 1962 году мама умерла и отец сам воспитывал 4-х детей Сьюзен, Шейлу, Роджера и Джеймса. Она со своей семьёй переехала в Детройт, где в 1968 году окончила среднюю школу Денби и выступала за спортивный клуб "Росомаха", который в 1937 году открыли как магазин велосипедов её отец Клэр с партнёром Майком Уолденом Учась в школе Шейла участвовала в своей первой гонке по велотреку в 1965 году, упала, сломала руку и чуть не закончила свою карьеру, не успев её начать.
В возрасте 16 лет начала профессиональную карьеру конькобежца. В 1970 и 1971 году выиграла два чемпионата США среди взрослых и в декабре 1971 года успешно прошла квалификацию на олимпиаду 1972 года, заняв 2-е места в забегах на 500 и 3000 м и 3-е на 1000 м. В 1972 году дебютировала на зимних Олимпийских играх в Саппоро заняла 4-е место на дистанции 500 м и 16-е на 1000 м.
После игр участвовала впервые на чемпионате мира в спринте в шведском городе Эскильстуна, где заняла 8-е место в многоборье.

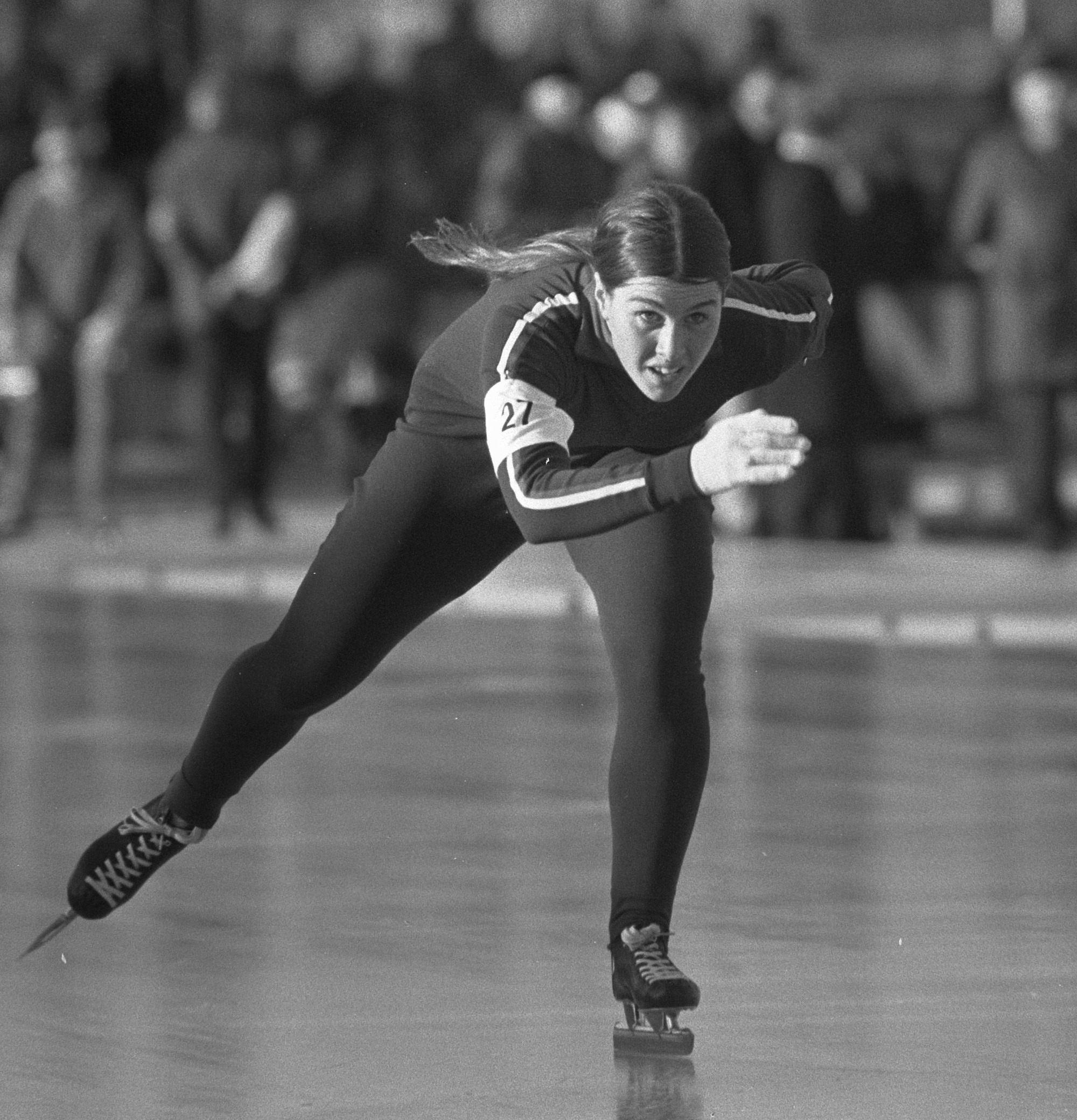
Sheila Young in 1974

В 1973 году Шейла Янг впервые выиграла спринтерский чемпионат мира в Осло, через две недели участвовала на чемпионате мира в классическом многоборье в Стрёмсунде и заняла там 11-е место. Через год Янг выиграла чемпионат США в спринтерском многоборье, а вот на чемпионатах мира в спринте и в классическом многоборье не смогла попасть на подиум, заняв соответственно 11-е и 4-е места.
В 1975 году её отец женился на её мачехе Дороти, а сама Шейла стала первой в спринте на Национальном чемпионате и на мировом первенстве в Гётеборге, а следом выиграла бронзовую медаль в классическом многоборье в Ассене. В 1976 году Янг завоевала три медали разного достоинства на зимних Олимпийских играх в Инсбруке, золотую на дистанции 500 м, установив новый олимпийский рекорд 42,76 сек, серебряную - на 1500 м, бронзовую - на 1000 м и стала первой американской спортсменкой, завоевавшей три медали на одной зимней Олимпиаде.
В том же году вновь выиграла звание чемпионки мира в спринте в Берлине и стала третьей классическом многоборье в Йевике. После она решила на время завершить карьеру и после 5 лет вернулась и участвовала на спринтерском чемпионате мира в Гренобле, где заняла только 7-е место, а в 1982 году закончила чемпионат мира 13-й, после чего завершила карьеру спортсменки.

## Карьера в велоспорте
Шейла была чемпионкой США в спринте четыре раза (1971, 1973, 1976 и 1981). На чемпионате мира по велоспорту на треке она выиграла бронзу в 1972 году, серебро в 1982 году и трижды становилась чемпионкой мира в спринте – в 1973 году (прервав 15-летнюю победную серию Советского Союза), 1976 и 1981 годах. Она завершила карьеру в 1976 году, но возобновила соревнования в 1981 году, чтобы выиграть еще один чемпионат США по спринту и победить свою будущую невестку Конни Параскевин, взяв золото в спринте на чемпионате мира 1981 года. Завоевав серебро на чемпионате мира 1982 года, она навсегда ушла на пенсию, предпочитая материнство продолжению спортивной карьеры.

## Награды
- 1976 год - признана спортсменкой года в конькобежном спорте Олимпийским комитетом США
- 1981 год - признана спортсменкой года в велосипедном спорте Олимпийским комитетом США
- 1981 год - введена в Международный зал славы женского спорта[7]
- 1988 год - введена в зал Славы велосипедного спорта США[8]
- 1988 год - введена в Национальный зал Славы конькобежного спорта штата Мичиган[9]
- 18 мая 1991 года - введена в Национальный зал Славы конькобежного спорта США[6]

## Личная жизнь
Шейла Янг выросла с двумя братьями и сестрой, которые с детства также были мотивированы спортом. Её брат Роджер также добился успеха в велоспорте, выиграв семь национальных чемпионатов и золотую медаль Панамериканских игр, а также попал в состав двух олимпийских сборных. Она работала телевизионным комментатором и в Олимпийском комитете США на Играх 1980 года в Лейк-Плэсиде. Позже 13 лет работала учителем начальной физкультуры в штатах Висконсин и Калифорния. Шейла вышла замуж за своего товарища по велоспорту Джима Оховича, который участвовал в Олимпийских играх 1972 и 1976 годов. Они живут со своим мужем Джимом в Менло-Парке, у них трое детей: Алекс (1989), Элли (1983) и Кейт (1978). Кейт, аспирантка по психологии физических упражнений и спорта, которая живет в Парк-Сити, штат Юта, Элли, трёхкратная участница олимпийских игр в конькобежном спорте, Алекс занимается хоккеем.